# Alan Fersht
Alan Roy Fersht (né le 21 avril 1943) est un chimiste britannique du MRC Laboratory of Molecular Biology de Cambridge et professeur émérite du département de chimie de l'Université de Cambridge . Il est directeur de Gonville and Caius College, Cambridge de 2012 à 2018. Il travaille sur le Repliement des protéines et est parfois décrit comme l'un des fondateurs de l'ingénierie des protéines.

## Jeunesse et éducation
Fersht est né le 21 avril 1943 à Hackney, Londres. Son père, Philip, est un tailleur pour dames et sa mère, Betty, une couturière. Ses grands-parents sont des immigrants juifs de Pologne, de Roumanie, de Lituanie et de Biélorussie. Il fait ses études à Sir George Monoux Grammar School, un lycée pour garçons à Walthamstow, Londres . Il est un joueur d'échecs passionné et est le champion junior du comté d'Essex en 1961 . Il reçoit une bourse d'État pour étudier les sciences naturelles au Gonville and Caius College de Cambridge, où il obtient la première classe en Pt I des tripos en sciences naturelles en 1964, la première classe en Pt II (chimie) en 1965 et son doctorat diplôme en 1968. Il est président du club d'échecs de l'Université de Cambridge en 1964-65 et reçoit un demi-bleu en 1965.

## Carrière et recherche
Fersht passe une année post-doctorale (1968-1969) à l'Université Brandeis sous la direction de William Jencks. Il retourne à Cambridge en 1969 en tant que chef de groupe au Laboratoire de biologie moléculaire jusqu'en 1977 et chercheur junior au Jesus College de Cambridge jusqu'en 1972. Fersht est professeur de recherche Wolfson de la Royal Society et professeur de chimie biologique à l'Imperial College de Londres de 1978 à 1988. Il passe une année sabbatique à l'Université Stanford dans le cadre d'une bourse Eleanor Roosevelt de l'American Cancer Society avec Arthur Kornberg (1978-1979). Fersht est professeur Herchel Smith de chimie organique à Cambridge de 1988 à 2010. Il est directeur du Cambridge Center for Protein Engineering de 1990 à 2010 lorsque, à l'âge de la retraite, il devient chef de groupe émérite au Laboratoire de biologie moléculaire. Il est membre du Gonville & Caius College et de l'Imperial College.
Alan Fersht est largement considéré comme l'un des principaux pionniers de l'ingénierie des protéines, qu'il développe comme méthode principale d'analyse de la structure, de l'activité et du repliement des protéines. Il développe des méthodes pour la résolution du repliement des protéines à une échelle de temps inférieure à la milliseconde et est le pionnier de la méthode d'analyse de la valeur phi pour étudier les états de transition de repliement des protéines. Il s'intéresse aussi au mauvais repliement des protéines, la maladie et le cancer,.
Fersht est élu membre de la Royal Society (FRS) en 1983 . La Royal Society lui décerne la médaille Gabor en 1991 pour la biologie moléculaire, en 1998 la médaille Davy pour la chimie et en 2008 la médaille royale. Il est associé étranger de l'Académie nationale des sciences des États-Unis  membre étranger de l'American Philosophical Society, membre étranger de l'Académie des Lyncéens, membre de l'Academia Europaea, membre étranger honoraire de l'Académie américaine des arts et des sciences et membre de l'Académie des sciences médicales (FMedSci) .
Fersht est titulaire de doctorats honorifiques de l'Université d'Uppsala (1999), Vrije Universiteit Brussel (1999), de l'Institut Weizmann des sciences (2004), de l'Université hébraïque de Jérusalem (2006) et de l'Université d'Aarhus (2008). Il est membre honoraire du Darwin College, Cambridge (2014) et du Jesus College, Cambridge (2017).
Fersht reçoit de nombreux prix et médailles dont : le Prix Anniversaire FEBS ; Prix Novo Biotechnologie ; Médaille Charmian de la Royal Society of Chemistry, Conférence et prix Max Tishler Université Harvard ; Le Datta Lectureship et la Médaille de la Fédération européenne des sociétés de biochimie ; Jubilee Lecture et médaille Harden de la Biochemical Society ; Prix de la Fondation Feldberg, Distinguished Service Award, Miami Nature Biotechnology Winter Symposium ; Prix Christian B. Anfinsen de la Protein Society; prix des produits naturels de la Royal Society of Chemistry, prix Stein et Moore de la Protein Society, Prix Bader de l'American Chemical Society ; prix et médaille Kaj Ulrik Linderstrøm-Lang ; Médaille Bijvoet du Centre Bijvoet pour la recherche biomoléculaire de l'Université d'Utrecht en 2008 et la médaille Gilbert Lewis de l'Université de Californie à Berkeley, et la Médaille Wilhelm-Exner en 2009 .
En 2003, il est fait chevalier pour son travail de pionnier sur la science des protéines.
En août 2020, il reçoit la médaille Copley de la Royal Society, pour son développement et son application de méthodes d'ingénierie des protéines pour fournir des descriptions des voies de repliement des protéines à résolution atomique.